# Stern Auto
Die Sternauto Holding GmbH (Eigenschreibweise STERNAUTO) ist die Dachgesellschaft für die drei Autohändler Sternauto GmbH, Sternauto Erfurt GmbH sowie Sternauto Potsdam GmbH. Verwaltungssitz der Holding ist Potsdam.

## Geschichte
Die chinesischen Autohandelsgruppe Lei Shing Hong Group (LSH) mit Hauptsitz in Hong Kong arbeitet mit dem Daimler-Konzern seit den achtziger Jahren zusammen und verkauft Mercedes-Benz-Fahrzeuge im asiatischen, britischen und australischen Raum. Die Stern Auto Holding GmbH wurde 2015 als hundertprozentige Tochtergesellschaft von LSH  gegründet. 2015 erwarb die Holding von der Daimler AG zunächst das Unternehmen Russ & Janot GmbH mit Autohäusern in Erfurt, Weimar und Arnstadt, im gleichen Jahr fünf ehemalige Daimler-Niederlassungen in Ostdeutschland mit rund 1.200 Mitarbeitern, die gemeinsam die Firma Stern Auto GmbH bildeten. Die Integration der fünf Betriebe war 2016 abgeschlossen. Im Jahr 2018 kaufte die Holding vier Betriebe der Autohaus Sternagel GmbH in Potsdam, Nauen und Ludwigsfelde.
Von Juli 2016 bis September 2020 leitete Hans-Peter Immel sowohl die Holding als auch die Stern Auto GmbH. Mitgeschäftsführer war Tobias Hauck, der zuvor Managing Director der Lei Shing Hong Credit Ltd. in Hongkong war. Nachfolger von Immel wurde Tobias Hauck. Frank Delmes, der bis zu ihrer Übernahme durch die Stern Auto GmbH 2018 die Autohaus Sternagel GmbH leitete, wurde als Vorsitzender in die Geschäftsführung berufen.
Seit dem 2. April 2024 erfolgt der Außenauftritt mit einer einheitlichen Absenderkennung Sternauto über die gesamte Gruppe. Der offizielle Holding-Standort ist seit dem gleichen Zeitpunkt in Potsdam.
Die Gruppe setzt sich wie bisher aus diesen Gesellschaften zusammen:
- Stern Auto Holding GmbH wird zukünftig Sternauto Holding GmbH
- Stern Auto GmbH wird zukünftig Sternauto GmbH
- Russ & Janot GmbH wird zukünftig Sternauto Erfurt GmbH
- Autohaus Sternagel GmbH wird zukünftig Sternauto Potsdam GmbH
- Autohaus Sternagel Ludwigsfelde GmbH wird zukünftig Sternauto Ludwigsfelde GmbH

## Unternehmensstruktur und Tochtergesellschaften
Sternauto ist in den fünf östlichen Bundesländern mit 21 Centern vertreten und beschäftigt rund 1.500 Mitarbeiter. Die übergeordnete Verwaltung der Tochterfirmen Sternauto GmbH, Sternauto Potsdam GmbH, Sternauto Ludwigsfelde GmbH und Sternauto Erfurt GmbH erfolgt durch die Sternauto Holding GmbH. Am Holding Standort Leipzig sind die IT- und die Personalabteilung sowie das zentrale Controlling, das Marketing, der Einkauf, die Buchhaltung und das Qualitätsmanagement ansässig.
Seit 2017 hält Daimler 15 Prozent der Anteile an der LSH Auto International Limited.

## Produkte und Dienstleistungen
Die Autohausgruppe ist spezialisiert auf den Fahrzeugverkauf und dazugehörige Dienstleistungen der Daimler AG. Sie vertreibt Neu- und Gebrauchtwagen der Marken Mercedes-Benz, smart, BYD und INEOS Grenadier sowie Reisemobile der Marken Hymer, Sunlight, Etrusco und Eriba (Wohnwagen) und Trucks der Marken Mercedes-Benz und Fuso. In ihren angegliederten Werkstätten bietet sie außerdem Servicedienstleistungen an. Zusätzlich vermietet die Unternehmensgruppe auch PKWs, Vans und LKWs.